# Rihard Zupančič
Rihard Zupančič (Liubliana, 22 de dezembro de 1878 Judendorf, Graz, 21 de março de 1949) foi um matemático esloveno.
Foi palestrante convidado do Congresso Internacional de Matemáticos em Roma (1908), Cambridge (1912) e Bolonha (1928).